# Сааг, Каймар
Каймар Сааг (эст. Kaimar Saag; 5 августа 1988, Вильянди, Эстонская ССР) — эстонский футболист, нападающий. Выступал за сборную Эстонии.

## Карьера

### Клубная
Начал заниматься футболом в Вильянди, первый тренер — Яак Лухакоодер, также на юношеском уровне занимался в Таллине. Взрослую карьеру начал в 2004 году в клубе четвёртого дивизиона «Кирм» (Сууре-Яани).
В 16-летнем возрасте Каймар дебютировал в «Левадии» в 2005 году. Первый гол за «Левадию» Сааг забил 16 октября 2005 года в выездном матче против «Меркуура». В составе «Левадии» Каймар дважды становился чемпионом Эстонии (в 2006 и 2007) и дважды побеждал в Кубке Эстонии (в 2005 и 2007). В 2007 году Сааг был отдан в аренду в таллинский «Калев», за который отыграл 14 матчей и забил один гол.
25 января 2008 года Каймар подписал четырёхлетний контракт с датским клубом «Силькеборг». В новом клубе Сааг дебютировал семь дней спустя, в матче против «Орхуса». Первый гол за «Сикельборг» Каймар забил 6 апреля 2008 года в матче против «Фредерисии». В составе «Силькеборга» провёл пять сезонов и вместе с клубом вышел из первого дивизиона в высший. В дальнейшем выступал за датский «Вайле» и шведский «Ассириска Фёренинген».
В 2015 году на сезоне вернулся в «Левадию» и стал вице-чемпионом Эстонии. В 2016—2017 годах играл за норвежский клуб третьего дивизиона «Нюбергсунн». В 2018 году играл за фарерский клуб «Б36», стал третьим призёром чемпионата и обладателем Кубка Фарер, а также лучшим снайпером Кубка (4 гола). В 2019 году вернулся на родину и провёл три сезона в «Тулевике». В 2022 году, после вылета «Тулевика» из высшего дивизиона, перешёл в «Пайде», с которым стал бронзовым призёром чемпионата (2022), обладателем Кубка (2022) и Суперкубка (2023) Эстонии. В 2024 году вернулся в «Тулевик», играющий в третьем дивизионе.

### В сборной
В сборной Эстонии дебютировал 8 сентября 2008 года в матче против Хорватии. Первый гол за сборную забил 30 декабря 2009 в товарищеском матче против Анголы.
В первом же матче отборочного раунда чемпионата Европы 2012 оформил дубль на 91 и 93 минутах в матче против сборной Фарерских островов (2:1). Последний на данный момент матч за сборную сыграл 4 сентября 2014 года против Швеции.
| Матчи и голы Саага за сборную Эстонии | Матчи и голы Саага за сборную Эстонии | Матчи и голы Саага за сборную Эстонии | Матчи и голы Саага за сборную Эстонии | Матчи и голы Саага за сборную Эстонии | Матчи и голы Саага за сборную Эстонии  | Матчи и голы Саага за сборную Эстонии |
| №                                     | Дата                                  | Оппонент                              | Счёт                                  | Голы Саага                            | Соревнование                           |                                       |
| ------------------------------------- | ------------------------------------- | ------------------------------------- | ------------------------------------- | ------------------------------------- | -------------------------------------- | ------------------------------------- |
| 1                                     | 8 сентября 2007                       | Хорватия                              | 0:2                                   | -                                     | Отборочный матч чемпионата Европы 2008 |                                       |
| 2                                     | 12 сентября 2007                      | Македония                             | 1:1                                   | −                                     | Отборочный матч чемпионата Европы 2008 |                                       |
| 3                                     | 13 октября 2007                       | Англия                                | 0:3                                   | −                                     | Отборочный матч чемпионата Европы 2008 |                                       |
| 4                                     | 17 октября 2007                       | Черногория                            | 0:1                                   | −                                     | Товарищеский матч                      |                                       |
| 5                                     | 17 ноября 2007                        | Андорра                               | 2:0                                   | −                                     | Отборочный матч чемпионата Европы 2008 |                                       |
| 6                                     | 21 ноября 2007                        | Узбекистан                            | 0:0                                   | −                                     | Товарищеский матч                      |                                       |
| 7                                     | 27 февраля 2008                       | Польша                                | 0:2                                   | −                                     | Товарищеский матч                      |                                       |
| 8                                     | 26 марта 2008                         | Канада                                | 2:0                                   | -                                     | Товарищеский матч                      |                                       |
| 9                                     | 27 мая 2008                           | Грузия                                | 1:1                                   | −                                     | Товарищеский матч                      |                                       |
| 10                                    | 10 сентября 2008                      | Босния и Герцеговина                  | 0:7                                   | −                                     | Отборочный матч чемпионата мира 2010   |                                       |
| 11                                    | 11 октября 2008                       | Испания                               | 0:3                                   | −                                     | Отборочный матч чемпионата мира 2010   |                                       |
| 12                                    | 12 ноября 2008                        | Латвия                                | 1:1                                   | −                                     | Товарищеский матч                      |                                       |
| 13                                    | 22 ноября 2008                        | Литва                                 | 1:1                                   | −                                     | Товарищеский матч                      |                                       |
| 14                                    | 28 марта 2009                         | Армения                               | 2:2                                   | −                                     | Отборочный матч чемпионата мира 2010   |                                       |
| 15                                    | 10 октября 2009                       | Босния и Герцеговина                  | 0:2                                   | −                                     | Отборочный матч чемпионата мира 2010   |                                       |
| 16                                    | 14 октября 2009                       | Бельгия                               | 2:0                                   | -                                     | Отборочный матч чемпионата мира 2010   |                                       |
| 17                                    | 14 ноября 2009                        | Албания                               | 0:0                                   | −                                     | Товарищеский матч                      |                                       |
| 18                                    | 30 декабря 2009                       | Ангола                                | 1:0                                   | 1                                     | Товарищеский матч                      |                                       |
| 19                                    | 26 мая 2010                           | Хорватия                              | 0:0                                   | −                                     | Товарищеский матч                      |                                       |
| 20                                    | 19 июня 2010                          | Латвия                                | 0:0                                   | −                                     | Товарищеский матч                      |                                       |
| 21                                    | 20 июня 2010                          | Литва                                 | 0:2                                   | −                                     | Товарищеский матч                      |                                       |
| 22                                    | 11 августа 2010                       | Фарерские острова                     | 2:1                                   | 2                                     | Отборочный матч чемпионата Европы 2012 |                                       |
| 23                                    | 3 сентября 2010                       | Италии                                | 1:2                                   | −                                     | Отборочный матч чемпионата Европы 2012 |                                       |
| 24                                    | 7 сентября 2010                       | Узбекистан                            | 3:3                                   | −                                     | Товарищеский матч                      |                                       |
| 25                                    | 8 октября 2010                        | Сербия                                | 3:1                                   | −                                     | Отборочный матч чемпионата Европы 2012 |                                       |
| 26                                    | 12 октября 2010                       | Словения                              | 0:1                                   | −                                     | Отборочный матч чемпионата Европы 2012 |                                       |

Итого: 26 матчей / 3 гола; 6 побед, 10 ничьи, 10 поражений.
(откорректировано по состоянию на 12 октября 2010)

## Достижения
«Левадия»
- Чемпион Эстонии (2): 2006, 2007
- Обладатель Кубка Эстонии (2): 2005, 2007
- Обладатель Суперкубка Эстонии (1): 2015